# أبو حيان الغرناطي
محمد بن يوسف بن علي بن يوسف بن حَيَّان أثير الدين، أبو حيَّان، الغرناطي الأندلسي الجَيَّاني النفزي (654- 745 هـ) من علماء العربية والتفسير والحديث والتراجم واللغات، ولد في عام 654 هـ/ 1256 م  بـ"مطخشارش" وهي مدينة مسورة من أعمال غرناطة، يمكن أن تكون حيًا سكني أو ضاحية. وقد رحل في سبيل طلب العلم إلى الكثير من البلاد الإسلامية، كتونس، والقاهرة، والإسكندرية، ودمياط، والمحلة الكبرى، والجيزة، ودشنا، وقنا، وقوص، وبلبيس. ثم بعد ذلك استقرَّ في القاهرة بمصر، يتلقَّى عن شيوخها، ويأخذ عن علمائها ويقرأ على قرائها، فمصر كانت محط أنظار طلاب العلم يقصدونها من كل مكان. إلى أن توفي بها عام 745 هـ/ 1344 م.

## حياته

### كُنيته
في تفسير آية: ﴿وَلَا تَنَابَزُوا بِالْأَلْقَابِ﴾ [الحجرات:11] قال أبو حيان:
| أبو حيان الغرناطي | وعن عمر: «أشيعوا الكنى فإنها سنة». انتهى، ولا سيما إذا كانت الكنية غريبة، لا يكاد يشترك فيها أحد مع من تكنى بها في عصره، فإنه يطير بها ذكره في الآفاق، وتتهادى أخباره الرفاق، كما جرى في كنيتي بأبي حيان، واسمي محمد. فلو كانت كنيتي أبا عبد الله أو أبا بكر، مما يقع فيه الاشتراك، لم أشتهر تلك الشهرة | أبو حيان الغرناطي |

### أهله[7]

#### زوجته
هي زمردة بنت أبرق وأم ولد حيان وقد أسمعها الكثير الأبرقوهي وغيره وسمع منها البرزالي وتوفيت عام 736 هـ وهي أم نظار.

#### أولاده
- فريد الدين حيان أسمعه والده من عند إبن الصواف وابن مخيف وتلا على يد والده كذلك توفي عام 764 هـ.
- نُضار وهي أم العز نُضار بنت أبي حيان ولدت في جمادى الثاني عام 702 هـ أجاز لها أبو جعفر أبن الزبير وحضرت على الدمياطي وحفظت مقدمة في النحو وكانت تكتب وتقرأ توفي عام 730 هـ حيث حزن أباه كثيرا على فراقها.

### ملامحه
وكان أبو حيان مليح الوجه، مشربا بحمرة، كبير اللحية، منور الشيبة، مسترسل الشعر فيها، عبارته فصيحة، كثير الضحك والانبساط، بعيدا عن الانقباض، جيّد الكلام، حسن اللقاء، جميل المؤانسة، فصيح الكلام، طلق اللسان، وكان مهيبا، جهوريا في الحديث، مليح الحديث لا يملّ وإن طال، وكان طيب النفس، كثير الخشوع، والتلاوة والعبادة.

### خروجه من الأندلس
وقعت وحشة بين أبي حيان وأستاذه أبي جعفر، وألف أبو حيان كتاباً سماه الإلماع في إفساد إجازة الطباع مما حدا الأخير إلى شكواه لدى السلطان محمد بن نصر الفقيه الذي أصدر الأمر بتنكيله، ما جعل أبا حيان يسارع إلى الفرار وعبور البحر مفتتح سنة 679هـ//1280م وقال في ذلك:

## طلبه للعلم
كان أبو حيان رقيق النفس، يبكي إذا سمع القرآن الكريم. اجتهد أبو حيان في طلب العلم وتحصيله، وبذل في سبيل ذلك وقته وعمره، وزهرة شبابه، وقد تلقى العلم على عدد كبير من خيرة علماء عصره، وحصّل الإجازات العلمية من عدد منهم. وها هو يقول في هذا المضمون:
| أبو حيان الغرناطي | وجملة ما سمعت من الشيوخ نحو أربعمائة شخص وخمسين. | أبو حيان الغرناطي |

أخذ العربية في غرناطة على أبي الحسن الأبذي وأبي جعفر الطباع، كما درس في مالقة على أبي عبد الله بن عباس القرطبي، وفي بجاية على أبي عبد الله محمد بن صالح، وفي تونس على أبي محمد عبد الله بن هرون، وفي الإسكندرية على الحافظ عبد النصير المريوطي، وفي مصر على عبد العزيز الحراني وابن خطيب المزة وأبي الطاهر المليجي، ودرس الحديث في مصر على العلامة ابن دقيق العيد والنحو على الشيخ بهاء الدين بن النحاس. وأجاز له خلق من ابن دقيق العيد والحافظ الدمياطي وأبو اليمن بن عساكر.

## منزلته
كان أبو حيان أمة وحده، جامعاً للمعارف الإسلامية، ملماً باللغات الشرقية، يقول عنه تلميذه الصفدي:
| أبو حيان الغرناطي | ثبت فيما ينقله، محرر لما يقوله، عارف باللغة ضابط لألفاظها، وأما النحو والتصريف فهو إمام الدنيا في عصره فيهما، ولم يُذكر معه أحد من أقطار الأرض، وله اليد الطولى في التفسير والحديث، وتراجم الناس وطبقاتهم وتواريخهم وحوادثهم، وله التصانيف التي سارت وطارت، وانتشرت وما اندثرت، وقرئت ودرست، ونُسخت وما نسخت، أخملت كتب المتقدمين وألهت بمصر المقيمين والقادمين. | أبو حيان الغرناطي |

وأضاف أيضا:
| أبو حيان الغرناطي | لم أر في اشياخي أكثر اشتغالا منه، لأني لم أره إلا يسمع او يشتغل، أو يكتب، ولم أره على غير ذلك، وله إقبال على الطلبة الأذكياء، وعنده تعظيم لهم، وهو ثبت فيما ينقله، محرر لما يقوله، عارف باللغة، ضابط لألفاظها. | أبو حيان الغرناطي |

ويقول عنه السيوطي:
| أبو حيان الغرناطي | نحوي عصره ولغويه ومفسره ومحدثه ومقرؤه ومؤرخه وأديبه. | أبو حيان الغرناطي |

قال الصلاح الكتبي:
| أبو حيان الغرناطي | الشيخ الإمام الحافظ العلامة، فريد العصر، وشيخ الزمان، وإمام النحاة، أثيرُ الدين أبو حيان، قرأ القرآن بالروايات، وسمع الحديث ببلاد الأندلس، وجزيرة إفريقية، وثغر الإسكندرية وبلاد مصر والحجاز، وحصل الإجازات من الشام، وغير ذلك، وطلب وحصل، وكتب واجتهد، وله أشعار رائقة، وأبيات فائقة، أورد جملة منها في "الفوات". | أبو حيان الغرناطي |

## مؤلفاته
- أشهر أعمال أبي حيان وأعظمها هو تفسيره الضخم البحر المحيط الذي يُعد قمة التفاسير التي عنيت بالنحو، وليس له مثيل، وقد ساعد عليه قيامه بالتفسير في قبة السلطان المنصور قلاوون مطلع القرن الثامن.

و له أيضاً:
- الإلماع في إفساد إجازة الطباع.
- ارتشاف الضَّرَب من لسان العَرَب.
- التذييل والتكميل.
- تحفة الأريب بما في القرآن من الغريب.
- النافع في قراءات نافع.
- الأثير في قراءة ابن كثير.
- تقريب النائي إلى قراءة الكسائي.
- الإدراك في لسان الأتراك.
- نور الغبش في لسان الحبش.
- البحر المحيط.
- النهر الماد وهو اختصار لتفسيره الذي سمّاه البحر المحيط
- نهاية الإغراب في التصريف والإعراب

## وفاته
عمّر أبو حيان في القاهرة حتى توفي ضريرًا في منزله خارج باب البحر بظاهر القاهرة بعد العصر من يوم السبت 28 صفر 745 هـ الموافق 10 يوليو 1344 م، ودُفن من الغد بمقبرة الصوفية خارج باب النصر شمال القاهرة.

## شيوخه

### التفسير
وأما الذين أجازوني فعالم كثير جدّا من أهل «غرناطة، ومالقة، وسبتة، وديار افريقية، وديار مصر، والحجاز، والعراق والشام، فمن العلماء الذين أخذ عنهم «أبي حيان» التفسير:
- «ابن الزبير» أحمد بن إبراهيم، أبي جعفر الأندلسي الحافظ، كان علامة عصره في الحديث، والقراءة ت 708 هـ.
- «ابن أبي الأحوص»، الحسين بن عبد العزيز بن محمد القرشي الأندلسي، قاضي «مالقة» وشيخ الإقراء بها ت 680 هـ.
- علي بن أحمد بن عبد الواحد، أبي الحسن المقدسي ت 690 هـ.
- محمد بن سليمان بن الحسن بن الحسين، أبي عبد الله البلخي، المعروف بابن النقيب ت 698 هـ.
- محمد بن يحيى بن عبد الرحمن بن ربيع، أبي الحسين، ت 741 هـ.

### القراءات القرآنية
- أحمد ابن سعد بن علي بن محمد الأنصاري، أبي جعفر من غرناطة، كان كثير الإتقان في تجويد القرآن ت 712 هـ.
- ابن الطبّاع: أحمد بن علي بن محمد بن أحمد بن عيسى أبي جعفر الرعيني، الأندلسي شيخ القراء بغرناطة. وقد ولي القضاء مكرها، فحكم مرة واحدة ثم عزل نفسه ت 680 هـ.
- ابن أبي الأحوص: قال «أبي حيان» رحلت إليه قصدا من غرناطة إلى «مالقة» لأجل الإتقان والتجويد، وقرأت عليه القرآن من أوله إلى آخر سورة «الحجر» جمعا بالسبعة، والادغام الكبير «لأبي عمرو» بمضمن «التيسير، والتبصرة، والكافي، والاقناع» وقرأت عليه حروف القراءات من كتب شتى، كما قرأت عليه كتابه: الترشيد في التجويد.
- المليجي: إسماعيل بن هبة الله بن علي، فخر الدين أبي طاهر المصري، المقرئ، مسند القراء في زمانه ت 605 هـ.
- إبراهيم الأهوازي، وخليل بن عثمان المراغي، قرأ عليه «أبي حيان» كتاب «الإرشاد» لأبي العز القلانسي».
- عبد الحق بن علي بن عبد الله الأنصاري، قرأ عليه «أبي حيان» القراءات السبع نحو عشرين ختمة إفرادا، وجمعا، ولازمه نحو سبعة أعوام.
- عبد الله بن محمد بن هارون بن عبد العزيز بن إسماعيل الطائي الأندلسي، القرطبي، أبي محمد ت 702 هـ.
- عبد النصير بن علي بن يحيى بن إسماعيل بن مخلوف أبي محمد المريوطي، أحد شيوخ الإقراء بالإسكندرية.
- رشيد الدين أبي محمد: عبد النصير بن علي بن يحيى الهمداني،عرف بابن المريوطي.
- علي بن ظهير بن شهاب، نور الدين أبي الحسن المصري، المعروف بابن الكفتي إمام مقرئ، روى عنه «أبي حيان» ت 689 هـ.
- محمد بن صالح بن أحمد بن محمد أبي عبد الله الكتاني الشاطبي المعروف بابن دحيمة، أعلى الناس إسنادا بالشاطبية.
- محمد بن علي بن يوسف، رضي الدين، أبي عبد الله الأنصاري الشاطبي، إمام مقرئ، كان عالي الإسناد، روى عنه القراءة «أبي حيان».
- يعقوب بن بدران بن منصور أبي يوسف الدمشقي ثم المصري المعروف بالجرائدي، إمام مقرئ، كان شيخ وقته بالديار المصرية، قرأ عليه «أبي حيان» كتاب «الإرشاد لأبي العز ت 688 هـ.
- يوسف بن إبراهيم بن أحمد بن عتاب، أبي يعقوب الشاطبي، استوطن تونس، قرأ عليه «أبي حيان» ت 692 هـ.

### علوم النحو
- أحمد بن عبد النور بن أحمد بن راشد، أبي جعفر، المالقي النحوي.
- أحمد ابن يوسف بن علي أبي جعفر الفهري، روى عنه «أبي حيان» كتاب سيبويه ت 691 هـ.ورضيّ الدين، أبي بكر بن عمر بن علي بن سالم، الإمام النحوي، كان من كبار أئمة العربية بالقاهرة مع العلم بالفقه والحديث ت 695 هـ.
- ابن النحاس: محمد بن إبراهيم بن محمد بن أبي نصر الحلبي شيخ العربية بمصر في وقته، سمع منه «أبي حيان» كتاب سيبويه، والإيضاح والتكملة لأبي علي الفارسي، والمفصّل للزمخشري ت 698 هـ.

### الحديث
- ابن أبي الأحوص، روى عنه «أبي حيان» الحديث بسنده. وابن الزبير، تلقى عليه «أبي حيان» سند الترمذي بين قراءة وسماع، بغرناطة.
- ابن الطباع، قرأ عليه «أبي حيان» الموطأ للإمام مالك بن أنس.
- عبد الرحمن الربعي قرأ عليه «أبي حيان» سنن أبي داود بغرناطة.
- عبد الرحيم بن يوسف بن يحيى بن الخطيب أبي الفضل، قرأ عليه «أبي حيان» سنن أبي داود بالقاهرة.
- ابن عساكر: عبد الصمد بن عبد الوهاب بن الحسن بن عبد الله.
- عبد المؤمن بن خلف بن أبي الحسن بن شرف أبي محمد الدمياطي، أخذ عنه «أبي حيان» الحديث، وأجازه ت 705 هـ.
- عبد الوهاب بن حسن بن الفرات، صفيّ الدين، قرأ عليه «أبي حيان» بعض أجزاء في الحديث بالإسكندرية.
- أبي العز: عبد العزيز بن عبد المنعم بن علي بن نصر بن الصقيل. قال «أبي حيان» قرأت البخاري على جماعة أقدمهم إسنادا فيه «أبي العز» قرأته عليه، الا بعض كتاب التفسير، من قوله تعالى: وَيَسْئَلُونَكَ عَنِ الْمَحِيضِ (1) إلى قوله تعالى: وَلَوْلا فَضْلُ اللَّهِ عَلَيْكُمْ وَرَحْمَتُهُ فسمعته بقراءة غيري.
- محمد بن إبراهيم بن حازم المازني أبي عبد الله المصري ت 692 هـ.
- محمد بن أحمد بن علي بن محمد بن الحسن قطب الدين القسطلاني أبي بكر القيسي الشاطبي، وكان شيخا عالما زاهدا كريم النفس، وكان عالما بالحديث ورجاله ت 686 هـ.
- محمد بن أحمد بن محمد بن المؤيّد نجيب الدين الهمداني، روى عنه «أبي حيان» الحديث.
- محمد بن إسماعيل بن عبد الله، زين العابدين أبي بكر الأنماطي. قرأ عليه «أبي حيان» جزءا في الحديث.
- محمد بن علي بن وهب بن مطيع، تقي الدين أبي الفتح بن دقيق العيد القشيري. كان إماما محدثا فقيها، أصوليا أديبا نحويا، مجتهدا ت 702 هـ روى عنه «أبي حيان» بعض الأحاديث.

### الفقه وأصوله
- ابن الزبير، قرأ عليه «أبي حيان» المستصفى للغزالي،
- الإشارة للباجي، وشيئا من أصول الدين والمنطق.
- عبد الكريم بن عليّ بن عمر الأنصاري، علم الدين العراقي ت 704 هـ قال «أبي حيان»: وبحثت ايضا في هذا الفن على الشيخ علم الدين عبد الكريم الأنصاري في مختصره الذي اختصره من كتاب «المحصول» كما قرأ عليه كتاب «المحرر» للرافعي وكتاب «المنهاج» للنووي.
- علي بن محمد بن خطاب الباجي، علاء الدين الشافعي، كان من علماء أصول الفقه، وكان قويّ المناظرة ت 714 هـ. ذكره «أبي حيان» أنه بحث على الشيخ الباجي في مختصره الذي اختصره من كتاب «المحصول».
- فضل بن محمد بن علي بن إبراهيم، أبي الحسن المعافري الخطيب. قال «أبي حيان»: وقد بحثت في فن أصول الفقه في كتاب «الإشارة» لأبي الوليد الباجي، على الشيخ الأصولي الأديب، أبي الحسن فضل بن إبراهيم المعافري الإمام بجامع غرناطة.
- محمد بن سلطان بدر الدين البغدادي، قرأ عليه «أبي حيان» من كتاب «الإرشاد» للعميدي في الخلاف.
- محمد بن محمود بن محمد بن عباد السلماني، شمس الدين أبي عبد الله الأصبهاني انتهت إليه الرئاسة في أصول الفقه وله معرفة جيدة بالنحو والأدب ت 688 هـ. قال «أبي حيان»: وقد بحثت في فن أصول الفقه على الشيخ شمس الدين الأصبهاني صاحب شرح المحصول. بحثت عليه في كتاب القواعد من تأليفه.

### الأدب
- أحمد بن عبد الملك بن عبد المنعم بن جامع العزازي، اشتغل بالأدب ومهر وفاق أقرانه، سمع منه الفضلاء، وكتب عنه الكبراء سمع منه «أبي حيان» من نظمه. وله في الموشحات يد طولى، ت بالقاهرة سنة 710 هـ.
- أحمد بن نصر الله بن باتكين القاهري، كان أديبا فاضلا، كتب عنه الفضلاء ت 710 هـ.
- بهاء الدين بن النحاس، سمع منه أبي حيان الحماسة، وديوان المتنبي، والمعري، وقال: لم ألق أحدا أكثر سماعا لكتب الأدب من الشيخ بهاء الدين.
- سليمان بن علي بن عبد الله بن علي بن ياسين العابدي، أبي الربيع التلمساني المعروف بالعفيف التلمساني، شاعر مشارك في النحو والأدب، والفقه، والأصول ت 690 هـ.
- وعمر بن محمد بن أبي علي سراج الدين أبي حفص الوراق المصري، شاعر، وأديب مشهور، له ديوان شعر كبير. وكان حسن التنحيل، جيد المقاصد، صحيح المعاني، عذب التركيب ت 695 هـ.
- مالك بن عبد الرحمن بن علي أبي الحكم بن المرحّل المالقي النحوي، أديب زمانه بالمغرب، وإمام وقته، نعت بشاعر المغرب، كان رقيقا، سريع البديهة ت 699 هـ.
- محمد بن أبي بكر بن يحيى بن عبد الله، أبي عبد الله الهذلي التطيلي.
- محمد بن سعيد بن محمد بن حماد بن محسن، الصنهاجي البوصيري، شرف الدين شاعر حسن وهو صاحب البردة الشهيرة، والقصيدة الهمزية التي أولها:كيف ترقى رقيك الأنبياء. ت 696 هـ.
- ومحمد بن عبد المنعم بن محمد بن يوسف أبي عبد الله الأنصاري المصري، كان مقدما على شعراء عصره، مع مشاركة في كثير من العلوم ت 685 هـ.
- ومحمد بن عمر بن جبير المالقي، ومحمد بن محمد بن عيسى بن ذي النون الأنصاري، جمال الدين أبي عبد الله المالقي ت 680 هـ.
- ويحيى بن عبد العظيم بن يحيى، جمال الدين أبي الحسن الأنصاري المصري، شاعر ظريف، وكان جزارا بالفسطاط ت 679 هـ.

## تلامذته

### القراءات والتفسير
1. إبراهيم بن أحمد بن عبد الواحد بن عبد المؤمن التنوخي الدمشقي نزيل القاهرة، أخذ عن «أبي حيان» القراءات العشر.
2. إبراهيم بن أحمد بن عيسى، بدر الدين بن الخشاب القاضي المصري، قرأ على «أبي حيان» القراءات السبع. ت 774 هـ.
3. إبراهيم بن عبد الله بن علي بن يحيى بن خلف المقرئ. شيخ الإقراء بالديار المصرية، ومن الذين لازموا درس أبي حيان ت 749 هـ.
4. أحمد الحنبلي شيخ آمد، رحل إلى مصر، وقرأ للسبعة على «أبي حيان». قال «ابن الجزري»: لم يزل يبلغنا خبره إلى بعد 770 هـ.
5. أحمد بن عبد العزيز بن يوسف الحراني، شهاب الدين بن المرحّل. قرأ على «أبي حيان» توفي بحلب سنة 788 هـ.
6. ابن مكتوم: أحمد بن عبد القادر بن أحمد، تاج الدين أبي محمد الحنفي لازم «أبا حيان» دهرا طويلا، وقرأ عليه القرآن.
7. أحمد بن علي بن أحمد أبي جعفر الحميري الغرناطي، قرأ على «أبي حيان» بالقاهرة، ثم رجع إلى غرناطة، وعيّن لمشيخة الإقراء بغرناطة ت 756 هـ.
8. أحمد بن محمد بن محمد بن علي الأصبحي الأندلسي، شهاب الدين أبي العباس، لزم «أبا حيان» وحمل عنه كثيرا من العلوم. وقرأ عليه القراءات الثمان، وأخذ عنه كتاب التسهيل ت 776 هـ.
9. أحمد بن يحيى بن نحلة المعروف بسبط السلعوس أبي العباس، النابلسي ثم الدمشقي، قرأ على «أبي حيان» قراءة «عاصم» ت 732 هـ.
10. السمين: أحمد بن يوسف بن عبد الدائم شهاب الدين الحلبي المعروف بالسمين، قرأ على «أبي حيان» وسمع منه كثيرا ت 756 هـ.
11. أبي بكر بن أيدغدي بن عبد الله الشمس، الشهير بابن الجندي، شيخ الإقراء بمصر، قرأ على «أبي حيان» بالقراءات الثمان ت 769 هـ.
12. حيان بن محمد بن يوسف بن علي بن أبي حيان، قرأ على والده وقد أجازه والده «أبي حيان» إجازة عامة.
13. الصفدي: صلاح الدين: خليل بن أيبك بن عبد الله، ولد في «صفد» بفلسطين سنة 696 هـ واشتهر بالأدب والتاريخ والفقه، وولي وكالة بيت المال بدمشق ت 764 هـ.
14. صالح بن محمد المقيري، قرأ على «أبي حيان».
15. عبد الله بن محمد بن عبد الله بن خليل بن إبراهيم، العسقلاني ويعرف عند المحدثين بابن خليل. قرأ على أبي حيّان القراءات السبع، وأخذ عنه العربية. ت 777 هـ.
16. محمد بن أحمد بن علي بن الحسن بن جامع الدمشقي، شمس الدين ابن اللبان المقرئ، قرأ على «أبي حيان» القراءات الثمان بمضمن قصيدتيه اللاميتين في السبع، وقراءة يعقوب. ولّي مشيخة الإقراء بالديار الأشرفية، وبجامع التوبة، وبالجامع الأموي ت 776 هـ.
17. ابن مرزوق: محمد بن أحمد بن محمد بن أبي بكر أبي عبد الله التلمساني. سمع بمصر من «أبي حيان» وقرأ عليه، وروى عنه مؤلفات «ابن أبي الأحوص» وحدثه بسنن أبي داود، والنسائي، والموطأ، وقد مهر في العربية والأصول، والأدب ت 781 هـ.
18. محمد بن عبد اللطيف بن محمد بن علي أبي الفتح السبكي، قرأ على «أبي حيان» القراءات السبع، ولازمه في العربية سبعة عشر عاما، ت 744 هـ.
19. محمد بن علي بن الحسن، الحسيني الدمشقي، أبي المحاسن، كان ضرير البصر وقد أجازه «أبي حيان» مروياته بخطه ت 765 هـ.
20. محمد بن علي بن محمد بن عبد الكافي بن ضرغام، أبي عبد الله البكري الحنفي، المعروف بابن سكّر، نزيل «مكة المكرمة». قرأ على «أبي حيان» القراءات الثمان.
21. محمد بن محمد بن علي، شمس الدين أبي عبد الله الغماري المصري المالكي النحوي، أخذ العربية والقراءات عن «أبي حيان» ت 749 هـ.

### اللغة العربية
1. السفاقسي، إبراهيم بن محمد بن إبراهيم بن أبي القاسم، برهان الدين أبي إسحاق القيسي المالكي ت 742 هـ.
2. بهاء الدين السبكي، أحمد بن علي بن عبد الكافي بن علي بن تمام، أبي حامد السبكي. ولي التدريس وبعض وظائف أخرى، كما ولي خطابة الجامع الطولوني، ثم تدريس التفسير فيه بعد الأسنوي. وكان بهاء الدين يجلّ شيخه «أبا حيان» وقد نقل عنه كثيرا في كتابه «عروس الأفراح» ت بمكة المكرمة سنة 773 هـ.
3. أحمد بن لؤلؤ الرومي، شهاب الدين بن النقيب، أخذ العربية من «أبي حيان» ومهر في الفنون، وعمل تصحيح المهذب، ونكت المنهاج، وكان وقورا، ساكنا، خاشعا قانعا. كما كان عالما بالفقه والقراءات، والتفسير، والأصول، والنحو ت 769 هـ.
4. أحمد بن محمد بن عبد المعطي، أبي العباس، مهر في العربية، وأخذ عن «أبي حيان»، وانتفع به أهل مكة، وكان ثقة ثبتا ت 788 هـ.
5. أحمد بن محمد الفيومي ثم الحموي، صاحب كتاب «المصباح المنير» أخذ العربية عن «أبي حيان» وقد مهر وتميّز في العربية ت 770 هـ.
6. أحمد بن يحيى بن فضل الله بن دعجان القرشي، درس على «أبي حيان» الأدب، ت 749 هـ.
7. المرادي: الحسن بن قاسم بن عبد الله بن علي المرادي النحوي، اللغوي، الفقيه، كان إماما في العربية، والقراءات، أخذ العربية عن عدد من العلماء منهم «أبي حيان» من مؤلفاته: «شرح المفصل» لابن يعيش، وشرح ألفية ابن مالك، والجني الداني في حروف المعاني، وشرح التسهيل، وقد اهتم فيه بنقل آراء «أبي حيان» دون تعصب له،وكان يختم الخلاف في المسألة في أكثر الأحيان، برأي «أبي حيان» ت 749 هـ
8. الإسنوي: عبد الرحيم بن الحسن بن علي، جمال الدين أبي محمد، نزيل القاهرة وأخذ العلم عن «أبي حيان» صغيرا. وقد برع في العربية، وانتهت إليه رئاسة الشافعية، وازدحم عليه طلبة العلم وكثر تلاميذه، وانتفعوا به ت 772 هـ. من مؤلفاته: طبقات الشافعية، وشرح المنهاج في الفقه وغير ذلك.
9. عبد العزيز بن محمد بن إبراهيم بن سعد الله بن صخر الكناني، الشافعي درس النحو على «أبي حيان» وروى عنه كثيرا ت 767 هـ.
10. ابن عقيل، عبد الله بن عبد الرحيم بن عبد الله بن محمد القرشي الهاشمي العقيلي الهمداني الأصل، المصري، قاضي القضاة. لازم «أبا حيان» وكان من أجلّ تلاميذه، قال فيه «أبي حيان»: «ما تحت أديم السماء أنحى من ابن عقيل».
11. من مؤلفاته شرحه على ألفية ابن مالك في النحو، وهو الشرح المشهور المتداول بين الطلاب والدارسين، المعروف بشرح «ابن عقيل» ت 769 هـ.
12. عبد الله بن محمد بن عسكر بن مظفر بن نجم بن هلال، شرف الدين أبي محمد القيراطي، قرأ العربية على «أبي حيان» ت 739 هـ.
13. ابن هشام: عبد الله بن يوسف بن أحمد بن عبد الله بن هشام الأنصاري، جمال الدين الحنبلي، ولد سنة 780 هـ.قرأ على «أبي حيان» ديوان زهير بن أبي سلمى، وكان «ابن هشام» شديد المخالفة لاستاذه «أبي حيان» وحفلت مصنفاته بالردّ على «أبي حيان» مثل «مغني اللبيب» و «شرح اللمعة البدرية» ت ابن هشام سنة 761 هـ.
14. تاج الدين السبكي، عبد الوهاب بن علي بن عبد الكافي، أبي نصر ابن تقيّ الدين السبكي، ولد سنة 727 هـ. وأخذ النحو عن «أبي حيان» وقد أثنى على أستاذه كثيرا في كتابه «طبقات الشافعية الكبرى». ومما قال عنه:«ما رأيت بعد أبي حيان انحى منه»، ت 771 هـ.
15. علي بن أحمد بن إسماعيل بن أحمد بن إبراهيم بن مهدي، الفوّيّ نور الدين، سمع من «أبي حيان» وكان ماهرا في العربية، ت 782 - أو 786 هـ.
16. علي بن بلبان، الفارسي، الأمير علاء الدين الحنفي. قرأ النحو على «أبي حيان» وأتقنه ت 739 هـ.
17. تقي الدين السبكي، علي بن عبد الكافي بن علي بن تمام، أبي الحسن، الفقيه الشافعي، المفسر الحافظ، الأصولي، النحوي، اللغوي. ولد سنة 683 هـ.قرأ على «أبي حيان» النحو، وولي قضاء الشام بعد «جلال الدين» القزويني وولي مشيخة دار الحديث الأشرفية، وكان محققا، بارعا، صنف نحو مائة وخمسين كتابا مطولا ومختصرات بمصر سنة 756 هـ.
18. عمر بن رسلان بن نصير بن صالح، شيخ الإسلام، سراج الدين، أبي حفص البلقيني الكناني، مجتهد عصره، أخذ النحو عن «أبي حيان» وبرع في الفقه، والحديث، والأصول، انتهت إليه رئاسة المذهب والإفتاء، ت 805 هـ.
19. محمد بن أحمد بن عبد الهادي بن عبد الحميد بن عبد الهادي بن يوسف بن قدامة المقدسي، الحنبلي، شمس الدين، ولد سنة 705 هـ.وله مناقشات لأبي حيان فيما اعترض به على «ابن مالك» في الألفية.ت 744 هـ.
20. محمد بن أرغون، ناصر الدين، ابن نائب السلطنة في مصر، ولي نيابة السلطنة في حلب، قرأ على «أبي حيان» العربية. ت بحلب سنة 727 هـ.
21. محمد عبد الرحمن بن علي الزمردي، شمس الدين ابن الصائغ الحنفي النحوي، أخذ عن «أبي حيان» وغيره، وبرع في اللغة، والنحو، والفقه، ت 776 هـ.
22. محمد بن علي بن عبد الواحد بن يحيى أبي أمامة المصري أخذ العربية عن «أبي حيان» ت 763 هـ.
23. ناظر الجيش: محمد بن يوسف بن أحمد بن عبد الدائم الحلبي، ولد سنة 697 هـ. ثم قدم القاهرة ولازم «أبا حيان» وجلال الدين القزويني، كان له في الحساب اليد الطولى ثم ولي نظارة الجيش ت 778 هـ.

## وصلات خارجية
- منتديات الظاهرية
- محمد بن يوسف بن علي الغرناطي الأندلسي النحوي أبي حيان أثير الدين